# Nippon Camera
Nippon Camera (日本カメラ, Nippon Camera) byl japonský fotografický časopis, vydávaný mezi lety 1950 a 2021. Byl to jeden z takzvaných „tří hlavních fotografických časopisů“, ale jeho vydávání bylo ukončeno 20. dubna 2021. Za další dva významné časopisy v oboru se považují Camera Mainiči a Asahi Camera.

## Historie
Nippon Camera začal v březnu 1950 jako dvouměsíčník, který vydávala tokijská společnost Kógeiša jako nástupce knižní série Amačua Šašin Sóšo (1948–1949). Od července 1951 se stal měsíčníkem.
Obsah pokrýval širokou škálu témat, včetně představení fotografických děl profesionálních fotografů, oznámení a recenzí vítězných příspěvků ve fotografických soutěžích, představení fotografického vybavení, jako jsou fotoaparáty a objektivy, nebo návody jak pořizovat fotografie. Zhruba do roku 1980 vycházely také články o provozu temné komory na produkci černobílé fotografie a byly společné s konkurenčním časopisem Asahi Camera. Také za účelem představení fotografického vybavení byla každoročně vydávána „Fotografická ročenka“ (od roku 1951). Dále byl v roce 2006 vydán „Fotografický almanach“ s cílem představit jiné trendy ve fotografii než vybavení (ocenění fotografií, výstavy fotografií, sbírky fotografií atd.).
Poté, co přestal vycházet časopis Camera Mainiči (1954–1985), nadále kralovaly jako dva hlavní japonské časopisy o fotoaparátech spolu s Asahi Camera. Tento Asahi Camera byl také pozastaven s červencovým číslem téhož roku vydaným 19. června 2020 a stal se jediným přeživším ze tří hlavních magazínů.
Hostil každoroční výstavu Japan Camera Photo Contest. Během výstavy se udělovaly ceny nejlepším vítězům v měsíční soutěži časopisu. V roce 2009 byly posuzovány čtyři divize: „Černobílý tisk“ (Koiči Saito), „Barevná diapozitiv“ (Tadajasu Ozawy), „Barevný tisk“ (Tošinobu Takeučiho) a „Začátečníci“ (Masako Imaoka) a uvedení autoři dosáhli nejvíce bodů. Výstava se konala od února do března 2009 v salónu Šindžuku Nikon a Osaka Nikon.
Jako samostatný svazek bylo vydáno poměrně velké množství knih pod hlavičkou Japan Camera Mook Series (především o fotografické technice a praktickém fotografování). Časopis v roce 2020 vydávala tokijská společnost Nippon Camera-ša, která také publikovala výroční zprávu Šašin Nenkan (写真年鑑) a další knihy související s fotografováním.
Od zániku měsíčníku Camera Mainiči byl jediným rivalem Nippon Camera jako fotografického časopisu, který se snažil uspokojit všechny zájmy, Asahi Camera, ale i tento byl v létě 2020 ukončen.
Dne 15. dubna 2021 bylo na oficiálních stránkách společnosti oznámeno, že květnové číslo téhož roku (vydáno 20. dubna 2021, ročník 964) vyjde jako poslední. Přestože bylo oznámeno, že bude pozastaveno, bylo prakticky ukončeno kvůli likvidaci společnosti.